# François Vranck
François Vranck (Zevenbergen, ca. 1555 - Den Haag, 11 oktober 1617) was een belangrijk Nederlands staatsman tijdens de Tachtigjarige Oorlog en speelde een grote rol in de discussie over de soevereiniteit van de Republiek der Zeven Verenigde Nederlanden die speelde in 1587. Vranck bevond zich in het kamp van Johan van Oldenbarnevelt (1547-1619).

## Levensloop en geschiedenis

### Jeugd
Vrancks vader, Gielis Vrancken, was burgemeester in Zevenbergen. François (Franchois) studeerde waarschijnlijk rechten in het buitenland. In 1578 komt hij voor het eerst voor als advocaat en is dan werkzaam bij het Hof van Holland. In dat jaar woonde hij in Den Haag, maar verhuisde in 1583 naar Gouda, van welke stad hij pensionaris was geworden. Hugo de Groot en anderen gebruiken in hun geschriften de familienaam Francken, zelf gebruikte François de familienaam Vranck.

### Vrancks rol in de soevereiniteitskwestie
Vranck had een bijzondere afkeer van soevereiniteit in handen van buitenlandse vorsten en was daarmee een oprecht patriot en groot voorstander van de eigen onafhankelijkheid. In de periode dat Vranck pensionaris was (1583-1589), speelde het vraagstuk over de soevereiniteit een bepalende rol over de toekomst van de Republiek. Het was allereerst een theoretisch vraagstuk, maar had grote gevolgen voor de staatsrechtelijke positie van de Staten van Holland en de Staten-Generaal.
Na de afzwering van Filips II in 1581 door het Plakkaat van Verlatinghe en de gewelddadige dood van Willem van Oranje in 1584 wilden de Staten de soevereiniteit, die in handen was geweest van Filips II, overdragen aan de koning van Frankrijk, Hendrik III. Vranck verzette zich tegen dit plan in een uitvoerig vertoog, dat veel indruk maakte, maar geen rol van betekenis speelde in de afhandeling in de Staten. Vranck protesteerde ook tegen de aanbieding van de soevereiniteit aan de koningin van Engeland, Elizabeth I. Met de afzwering van Filips II was het monarchale systeem niet afgezworen, de positie van de monarch was slechts vacant geworden. In 1584 lag er een plan klaar bij de Staten van Holland om Willem van Oranje te verheffen tot graaf van Holland, maar vlak voor de uitvoering van dit plan werd Willem doodgeschoten.
Het soevereiniteitsvraagstuk kwam aan de orde in 1587 tijdens de afwezigheid van Leicester. Met Van Oldenbarnevelt behoorde Vranck tot de heftigste vijanden van Leicester. Thomas Wilkes, een Engels lid van de Raad van State, diende een remonstrantie in bij de Staten waarin hij de soevereiniteit van het volk op de voorgrond stelde. Zijn vertoog was om aan te tonen dat de Staten hun gezag te buiten gingen en dat de soevereiniteit altijd al bij de landsheer had berust zodat Leicester zich dus bij een bestaande traditie aansloot. Vranck stelde daar een stuk tegenover, waarin hij langs historische weg de heerschappij van de regenten, de Staten verdedigde. Het stuk staat bekend als de Deductie of Justificatie of Corte vert(h)oninghe .

Vrancks betoog vormde het vertrekpunt van de Republiek en was als zodanig de theoretische basis inzake de soevereiniteit. De Staten van Holland konden op deze manier de staatsrechtelijke positie innemen van de graaf van Holland, zonder overigens afscheid te nemen van het bestel van het Heilige Roomse Rijk. Met de instructie van 12 april 1588 namen de Staten dan ook de soevereiniteit definitief op zich en verenigden de zeven soevereine provinciën zich als een statenbond in de Republiek der Verenigde Nederlanden. Het stuk van Vranck is de grondslag geweest voor latere beschouwingen over de soevereiniteit door Hugo de Groot (1583-1645) en Simon van Slingelandt (1664-1723), en kreeg een plaats in het Groot Placaet-Boeck als een van de fundamentele wetten. Hugo de Groot behoorde tot de kring rond Van Oldenbarnevelt en was in 1618 gearresteerd en overgebracht naar Slot Loevestein. Simon van Slingelandt was een achterneef van Johan de Witt.
Het stuk van François Vranck was de theoretische basis geworden voor de Republiek, zoals deze bestond tot aan 1618, toen er een eind kwam aan de machtsstrijd tussen de stadhouder van Holland, prins Maurits, en Johan van Oldenbarnevelt, als belangrijkste man van de Staten van Holland. Als beloning voor het betoog van 1587 werd Vranck door de Staten van Holland benoemd tot tweede landsadvocaat na Van Oldenbarnevelt. Vanwege zijn positie als pensionaris van Gouda moest hij voor deze benoeming bedanken. De stad Gouda had hem aan zijn contract gehouden als pensionaris. Deze betrekking werd in 1589 van rechtswege beëindigd.

### Periode na 1589
Als ambteloos burger vestigde Vranck zich als advocaat in Den Haag, waar hij Gouda en Haarlem in 1590 als raadsman vertegenwoordigde in het conflict met Rotterdam om de Hildam. In hetzelfde jaar kreeg hij een aanbieding van Utrecht om secretaris Floris Thin op te volgen en van Leiden om pensionaris van Leiden te worden. Beide aanbiedingen sloeg hij af.
In 1592 werd hij benoemd als lid van de Hoge Raad van Holland en Zeeland. In deze positie werd hij in 1597 door de Staten-Generaal naar Groningen gestuurd om de conflicten tussen de stad Groningen en de Ommelanden bij te leggen. In de kwestie rond de oprichting van de West-Indische Compagnie (WIC) zag Vranck deze organisatie als een middel om de Spaanse vijand dwars te zitten. Van Oldenbarnevelt was juist vanwege deze reden tegen de oprichting van de WIC. Vranck was ook tegen het door Van Oldenbarnevelt gewenste Twaalfjarig Bestand. In de strijd om de heersende geloofsrichting in de Nederlanden rekende de partij van Van Oldenbarnevelt Vranck tot de Contraremonstranten. Vanwege de verwijdering tussen Vranck en Van Oldenbarnevelt werd Vranck niet verkozen tot president van de Hoge Raad. Dit werd Reinoud van Brederode (1567-1633), die nog maar kort lid was van de Hoge Raad, maar door zijn (eerste) huwelijk met Geertruid van Oldenbarnevelt een schoonzoon was van Johan van Oldenbarnevelt.
De staatsrechtelijke lijn van Vranck uit 1587 werd in 1610 door Hugo de Groot nagevolgd met diens Liber de antiquitate reipublicae Batavicae. Als reactie op het werk van De Groot kwam de naar het zuiden uitgeweken priester Franciscus Haraeus (François Verhaer) (ca. 1550/5-1631) met de Onpartijdighe verclaringhe der oorsaken des Nederlantsche oorlogs (1612), waarin hij de beweringen van Vranck en De Groot verwierp. De Nederlanden behoorden volgens Haraeus toe aan Filips II op basis van erfrecht. De opstand tegen de koning was zodoende niet gerechtvaardigd geweest. Het boek van Haraeus maakte op Vranck zoveel indruk dat hij zijn laatste werk tegen Haraeus schreef. Dit werk werd postuum uitgegeven in 1618.
In 1615 hertrouwde François Vranck met Elisabeth van Westerbeek, dochter van Nicolaas van Westerbeek, heer van Katendrecht en Margaretha van Roon. Hij stierf kinderloos.